# Tanja Tavernier
Tanja Tavernier is een personage uit de Vlaamse soapserie Wittekerke dat werd gespeeld door Diane Belmans. Ze maakte haar opwachting in de vijfde aflevering van seizoen 2, werd meteen een centraal personage en bleef tot begin seizoen 4 in de serie, een periode die in totaal duurde van 1994 tot 1996.

## Personage
Seizoen 2:
- Tanja vervangt Patsy in de Schorre, ze is een ex-vriendin van Chris. Vroeger werkte ze ook al in de Schorre, maar nadat het spaak liep met Chris besloot ze te vertrekken. Door haar anciënniteit van vroeger staat ze een rang hoger dan Katrien Coppens, die ook al een tijdje in het café werkt. Katrien is hierdoor aanvankelijk geen fan van haar. Tanja zoekt een eigen stek en huurt een appartement. Nadat Marcel Katrien na een zoveelste stunt buiten gooit in het café nodigt Tanja haar uit om mee in het appartement te gaan wonen. Na de komst van Naomi en Tante Jos in het café en hun eeuwige gekibbel besluit Tanja om ander werk te zoeken. Na een sollicitatie kan ze terecht bij de streekkrant Duingalm, waar ze advertenties moet binnen halen. Op haar eerste werkdag maakt haar baas bekend dat grote baas meneer Thijssen besloten heeft de krant te reorganiseren. Iedereen krijgt zijn ontslagbrief behalve Tanja, waardoor ze besluit om de dag erna terug te gaan. Greet Ruytjens is aangesteld om de zaken weer op orde te krijgen. Greet wil schoon schip maken en heeft geen hoge dunk van Tanja gezien zij door haar slome voorganger aangenomen werd. Tanja geeft echter niet af en nadat Greet ziet dat ze op haar eerste dag voor bijna 30.000 frank aan advertentieruimte verkocht heeft ziet ze toch potentieel in haar en neemt ze haar aan, echter niet om adverteerders te zoeken maar als journaliste.

Dan krijgt Tanja verrassend nieuws te horen, haar broer Stef is vrijgelaten uit de gevangenis. Hij kan lezen noch schrijven. Wanneer hij bij Tanja komt aankloppen geeft ze hem onderdak. Ze besluit om een reportage te maken over gevangenen en bezoekt daarom ook Annie De Cleyn, die al een tijdje in de gevangenis zit voor de moord op Jos Verlackt. Katrien ziet Stef wel zitten, maar Stef heeft het meer voor Greet. Greet voelt echter niet veel voor Stef. Op een zekere dag hoort Tanja Stef schreeuwen, hij ligt bloedend in de badkamer. Ze brengt Stef naar het ziekenhuis waar blijkt dat hij drugs heeft genomen. Even later is de verjaardag van Tanja, Stef heeft een zelfgeschreven cadeau en Tanja is in de wolken. Katrien wordt steeds meer verliefd op Stef en dus besluit Tanja maar op te biechten dat Stef verliefd is op Greet. Katrien is razend en ze gaat Stef zelfs te lijf met een bos bloemen die ze voor hem had gekocht. Stef is kwaad op Tanja omdat ze dit heeft gezegd tegen Katrien. Wanneer Bart en Katrien worden betrapt met drugs in hun auto beweren ze dat Stef hiervoor gezorgd heeft. Stef ligt nu onder vuur in Wittekerke maar Tanja gelooft in haar broer. Op dat moment gijzelt Stef Greet in haar huis. Wanneer de politie binnenvalt schiet Stef Max neer, Greet is ongedeerd. De jacht op Stef is geopend.
Seizoen 3:
- Tanja schaamt zich voor wat haar broer allemaal heeft aangericht. Ze wil met Stef praten en ze gaat naar zijn schuilplaats. Agent Geert volgt haar en het komt tot een gevecht tussen Geert en Stef. Geert verdrinkt Stef bijna en Tanja wil niets meer met hem te maken hebben. Stef wordt opgepakt en naar de gevangenis gebracht. Ondertussen wordt Alex Thijssen het hoofd van de Duingalm. Tanja kan het wel goed vinden met hem en ze worden verliefd. Meneer Thijssen wil echter niet dat zijn zoon een verhouding heeft met Tanja en stuurt hem weg. Greet wordt weer baas bij de Duingalm. Dan krijgt Tanja een brief van haar broer, hij wil dat Tanja een advocaat voor hem zoekt en hij vraagt of ze eens langs wil komen. Tanja gaat naar de gevangenis waar Stef een potlood van haar weet te stelen en hij ontsnapt na een agent vermoord te hebben. Stef zint op wraak en hij slaat aan het moorden in Wittekerke. Greet, Naomi en Chris worden vermoord en Nellie ligt in coma dankzij Stef. Uiteindelijk vindt ook Stef zelf de dood. Tanja is kapot van dit alles en ze schaamt zich diep voor haar broer. Dan duikt Alex weer op en ze gaan samen met hun boot zeilen. Er is echter slecht nieuws, hun boot raakt vermist. Tanja wordt al snel gevonden, van Alex is echter nog geen enkel spoor. Katrien ontdekt dat Alex is teruggevonden maar zijn zus Camilla wil niet dat ze nog contact met elkaar hebben. Tanja en Alex komen toch weer samen ondanks alle pogingen van Camilla. Camilla ging zelfs zover dat ze de Duingalm had opgedoekt. Alex heeft geregeld dat ze aan de slag kan bij Kust-TV. Camilla gaat echter door met stoken tussen Alex en Tanja en ze organiseert een etentje met Els, een ex-vriendin van Alex. Tanja kan ook niet tegen de harde manier van werken van Camilla en ze besluit weg te gaan bij Kust-TV, ze gaat terug in de Schorre werken. Katrien wordt ondertussen verliefd op Alex en ze krijgt ruzie met Tanja. Katrien besluit te vertrekken uit Wittekerke en Alex woont terug op zijn boot.

Seizoen 4:
- Tanja zit alleen thuis en ze besluit Alex weer terug in huis te nemen. Ze gaat ook weer terug werken bij Kust-TV. De relatie tussen haar en Alex loopt echter allesbehalve goed. Alex is op zoek naar een nieuwe secretaresse en dan duikt Els plots weer op in Wittekerke.

## Vertrek
Nu Alex een nieuwe secretaresse heeft en Els weer terug is, is voor Tanja de maat vol. Ze neemt ontslag bij Kust-TV en besluit Wittekerke te verlaten.

## Familie
- Stef Tavernier (broer)